# Phaea maryannae
Phaea maryannae es una especie de escarabajo longicornio del género Phaea, tribu Tetraopini, subfamilia Lamiinae. Fue descrita científicamente por Chemsak en 1977.

## Descripción
Mide 12-17 milímetros de longitud.

## Distribución
Se distribuye por México y Nicaragua.